# ロマンスカー

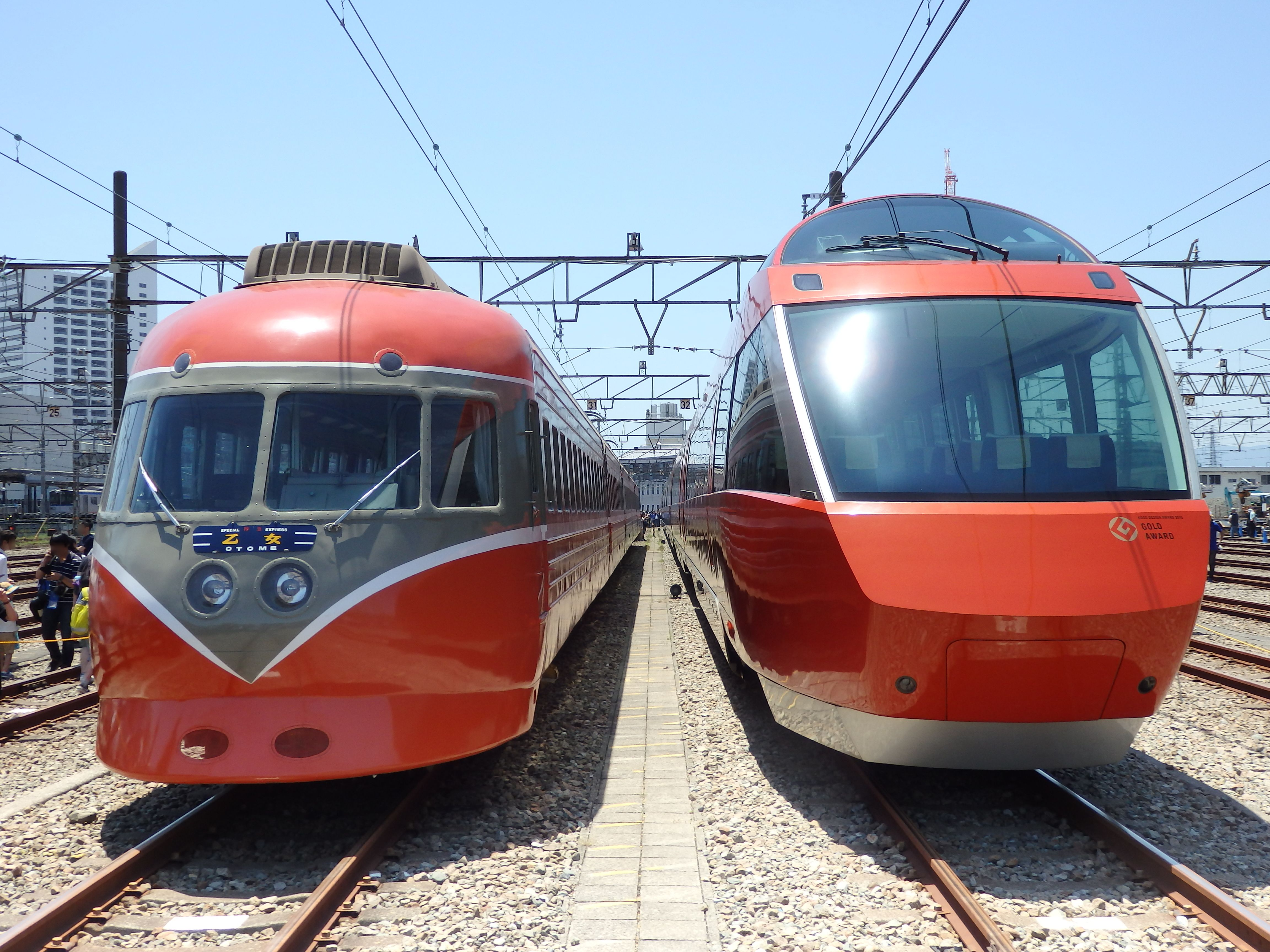
小田急ロマンスカー3000形 (SE車)（左）70000形（GSE車）（右）
（2019年5月25日）

ロマンスカーとは、「ロマンスシート」を座席として使用した鉄道車両の愛称、あるいは列車愛称のひとつ。数々の私鉄で使われてきた愛称である。和製英語である。

## 概要

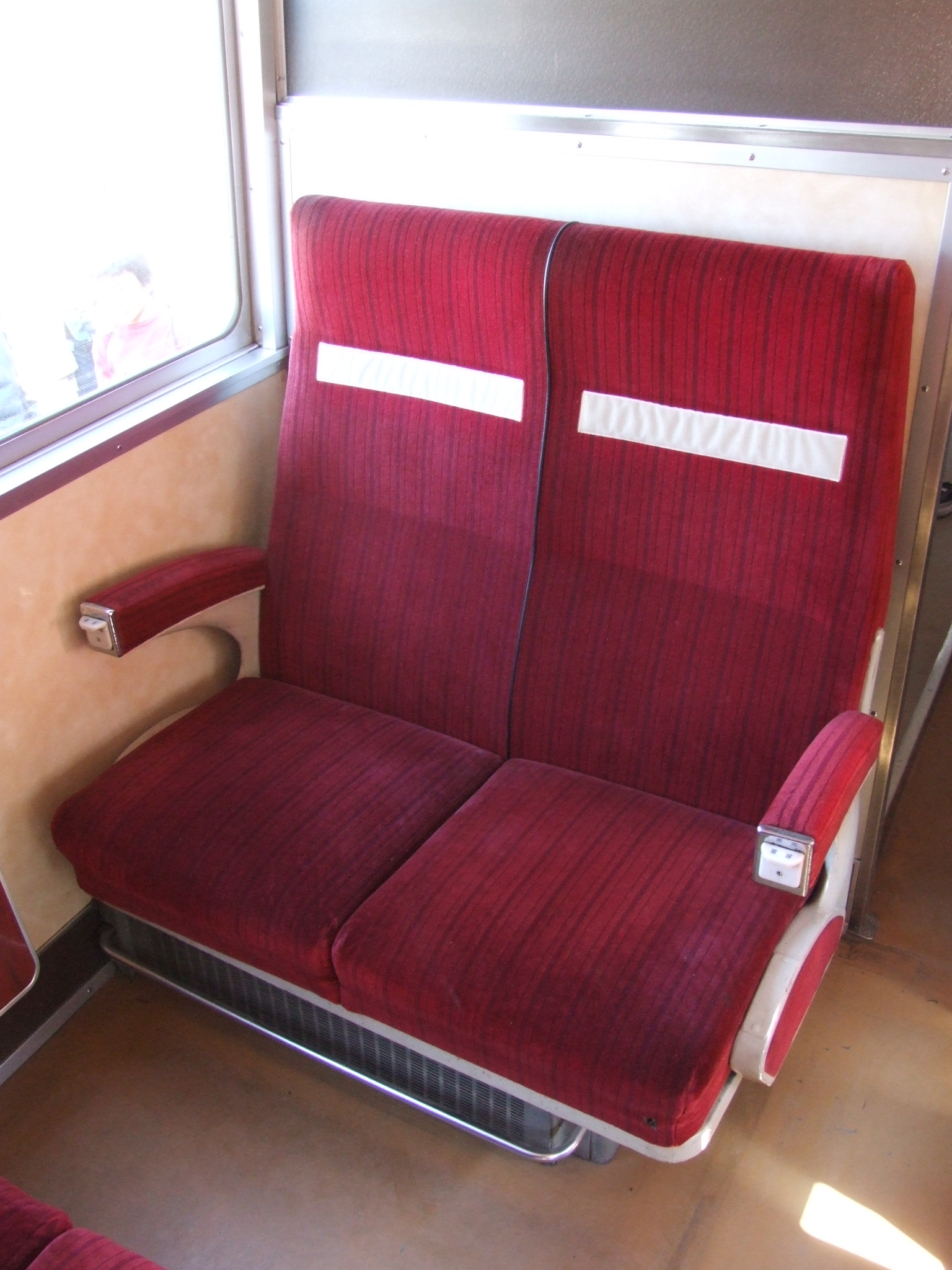
ロマンスシートの例（小田急ロマンスカー3000形 (SE車)）

### ロマンスシート
映画館、喫茶店などで第二次世界大戦後に見られた二人掛け座席を指す和製英語。英語の"love seat"に相当する。20世紀末以降はその他の呼び名（転換クロスシート、回転クロスシートなど）が使用されることも多くなってきた。

### 歴史
日本の鉄道史において、乗客が列車の進行方向に向けて2人単位で着席できる形式の座席は、1920年代以降広まった。鉄道省の二等車では背もたれの反転で方向転換が可能な2人掛けの腰掛（転換クロスシート）が出現し、一部の私鉄もこの流れを追った。また、鉄道省の特急列車用三等車にも、一方向固定式の2人がけ座席が用いられるようになった。しかし、この車両を使用した場合終着駅では、1両毎に転車台で、または、列車の営業区間とは異なる路線を経由させて編成ごとの方向転換を行う必要があった。これについては、デルタ線も参照されたい。
それ以前は、進行方向に向けて着席できる座席は4人1組の向かい合わせ固定式（いわゆるボックスシート）のみであり、2人単位のスペースを確保できる座席の出現は画期的であった。向かい合った未知の乗客との対峙を否応なく強いられる4人がけ座席と違い、例えば男女の2人連れが心理的なプライバシーをある程度保ちつつ、2人だけで語らいながら旅をする、ということも可能になったわけである。
1927年（昭和2年）、京阪電気鉄道が日本初の本格的転換クロスシート車である1550型を製造した際、京阪はこの車両を、進行方向に二人並んで座ることから「ロマンスカー」と命名した。これがロマンスカーという言葉の始まりである。
当時、京阪が発行した「ローマンス・カーの栞」には
「此度は日本では未だ其比を見ぬ工合のよい二人相乗り横掛座席（クロッスシート）の全鋼製車(ロマンスカー）十五列車（三十輌）を新造し皆様の御乗用に提供致すことになりました。ゆったりとお楽に乗心地よく、高速度で快走する新造列車を以って奉仕の出来ることを誇りと致しますと共に旧に増して御愛用の程を御願致します」
と記されている。
1940年代末期以降は、大手私鉄はもとより、地方の中小私鉄においても都市間連絡輸送や観光客輸送を目的に転換クロスシート装備の2扉電車を導入するケースが頻出し、それぞれが「我が社のロマンスカー」としてアピールされた。
しかし、1950年代後半以降は列車呼称・車両形態が多様化し、私鉄各社がおのおの独自のネーミングを用いるようになるにつれ、既存の「ロマンスカー」・「ロマンスシート」という表現はあまり用いられなくなり、いつしか廃れた。

唯一小田急電鉄は、自社の特急電車の愛称として1950年代初頭から一貫して用い続けてきたため、村下孝蔵によって歌われるなど、一般にも広く定着した。同社は1990年代後半、「ロマンスカー」関連の呼称を商標登録した。

### 英語表記について
この種の車両を英語で称する場合、歴史や冒頭の定義である「二人掛け座席を腰掛として使用した鉄道車両の愛称、あるいは列車愛称」に求めると、"pair-seats train"が相当するとされる。しかし、鉄道車両の座席配置の内、主にクロスシートと称される座席配置でよく用いる腰掛は通例2人掛けである事が多い。

また、旧国鉄→JRの特急形車両に用いる普通車の腰掛も、同様に通例2人掛けであることが多い。
そのため、この種の車両一般を指す場合、豪華な列車と言った意味合いで、"deluxe train"が用いられるともされる。
また小田急ロマンスカーは英語案内でもブランド名として"Romancecar"を用いているため、それを援用して使用する事例があるともされる。

## 使用例

### 愛称・呼称として使用した例
ここでは、社外広告等で公式にこの愛称・呼称を使用したものについて記す。

#### 京阪電気鉄道
京阪電気鉄道が1927年（昭和2年）に新造した転換クロスシート車の1550型（後に600型に改番）を「ロマンスカー」と称したのが日本における「ロマンスカー」の初出と見られる。
一時は盛んにロマンスカーの呼称を用いたが、1953年（昭和28年）登場の2代目特急車1800系電車に1954年（昭和29年）から客室にテレビ受像器を搭載し、これを看板車両「テレビカー」としてアピールするようになる。1960年（昭和35年）の広告では「テレビ付ロマンスカー」という表現が使われていた。その後、「京阪ロマンスカー」の呼称は消滅した。

#### 南海鉄道
1929年に、阪和間速達に主眼をおき、直線主体の良好な線形と大出力の全鋼製電車を揃えて阪和電気鉄道が部分開業した。これと並行線となる南海鉄道は同年に阪和の車両と同格の電9系（後のモハ2001・クハ2801形）を新造し対抗したが、翌年に同社が配布した写真帳「僚友記念」では当時未完工の南海ビルディング（難波駅ビル）の完成予想図と共に「ローマンスカーの勇姿」として同系車4両編成の写真が掲載されており、少なくとも電9系新造時はこれをロマンスカーと呼称していたことが確認できる。

#### 参宮急行電鉄
1930年に近畿日本鉄道（近鉄）の前身となる参宮急行電鉄（参急）が、現在の大阪線・山田線に当たる路線を開業させ、大阪から伊勢神宮への高速参詣ルートを築いた時の広告に、「ロマンスカー」の語が使用された。その車両は、高性能かつハイレベルな設備を有していた、2200系を指していると推測できる。

#### 神戸市電

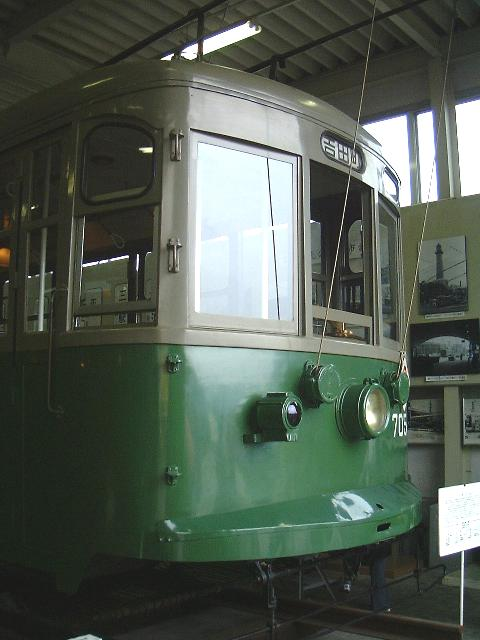
神戸市交通局700形電車

1935年登場（改造）で転換クロスシートを装備していた神戸市交通局700形電車に対して「ロマンスカー」の愛称が用いられていたとされる。

#### 横浜市電
1936年（昭和11年）に登場した1100型電車のことを「ロマンスカー」とも呼んだ。当初は片側ロマンスシート、もう片側がロングシートになっていたが、太平洋戦争中に座席が半減され、ロマンスシートは消滅した。

#### 山陽電気鉄道
1948年から1949年にかけて製造された運輸省規格形電車の一つである800形820番台において、第二次世界大戦後の日本の私鉄では最初の転換クロスシートが装備され、「旅はこれでこそ楽しい」の惹句と共に戦後初のロマンスカーとして喧伝された。以後、増備車である850形、820・850形の後継車である2000系クロスシート車などに対してもロマンスカーという呼称が用いられた。また、後年になって山陽電気鉄道の各部署名義で執筆された公刊書籍・雑誌記事などにおいても、同社が戦後製造した2扉セミクロスシート車を指す語としてロマンスカーという呼称が明示的に使用されている。

#### 小田急電鉄

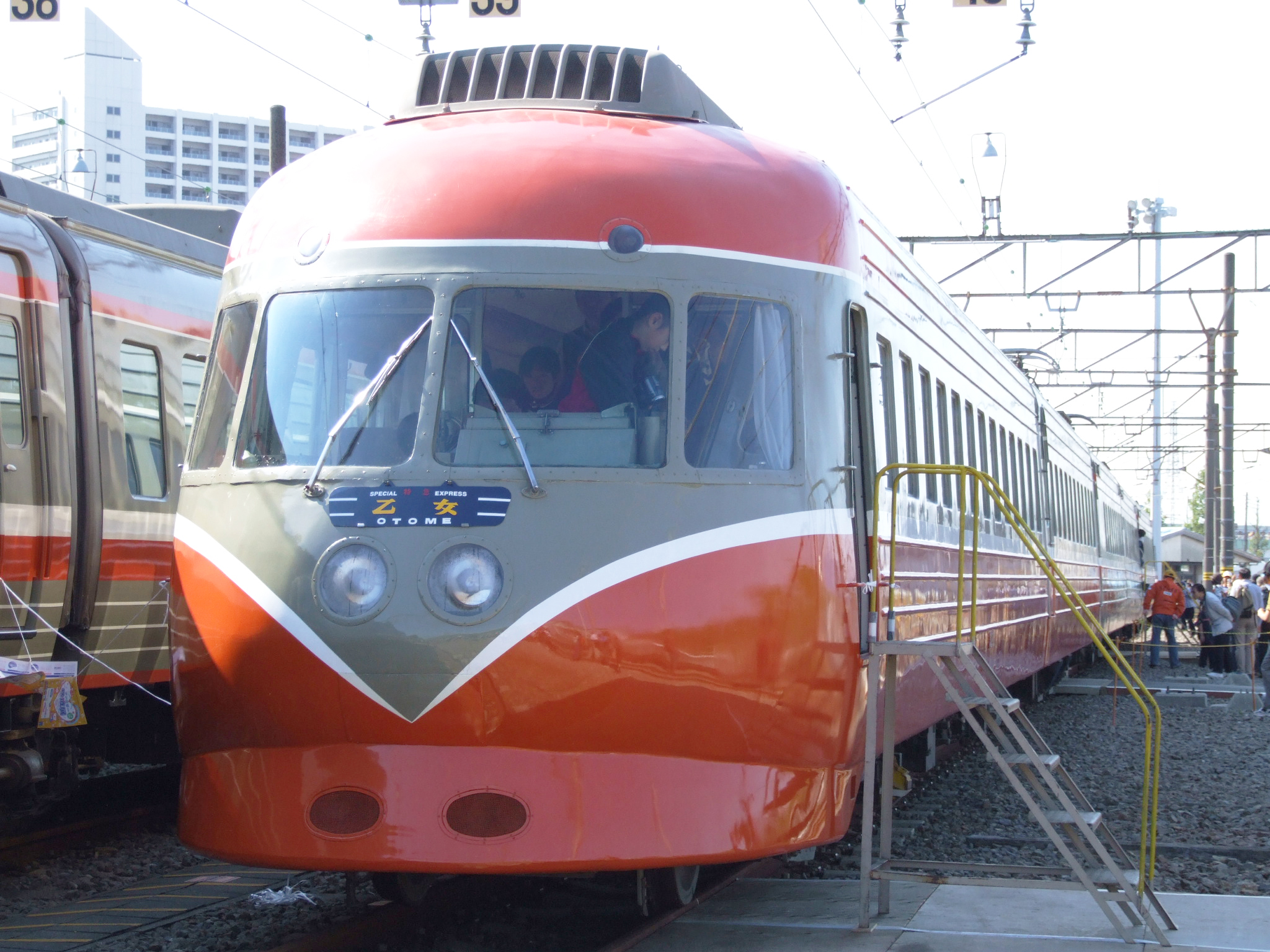
小田急ロマンスカーの名を広めた3000形 (SE車)

小田急電鉄における「ロマンスカー」は、1950年の箱根登山鉄道線箱根湯本駅乗り入れ開始に際し、既に1948年に運転を再開していた全車座席指定制の有料特急に愛称として使用したのが初出とされている。その後、世界的にも画期的先進車両として名を馳せた3000形 (SE車)でその存在を不動のものとする。

#### 東武鉄道

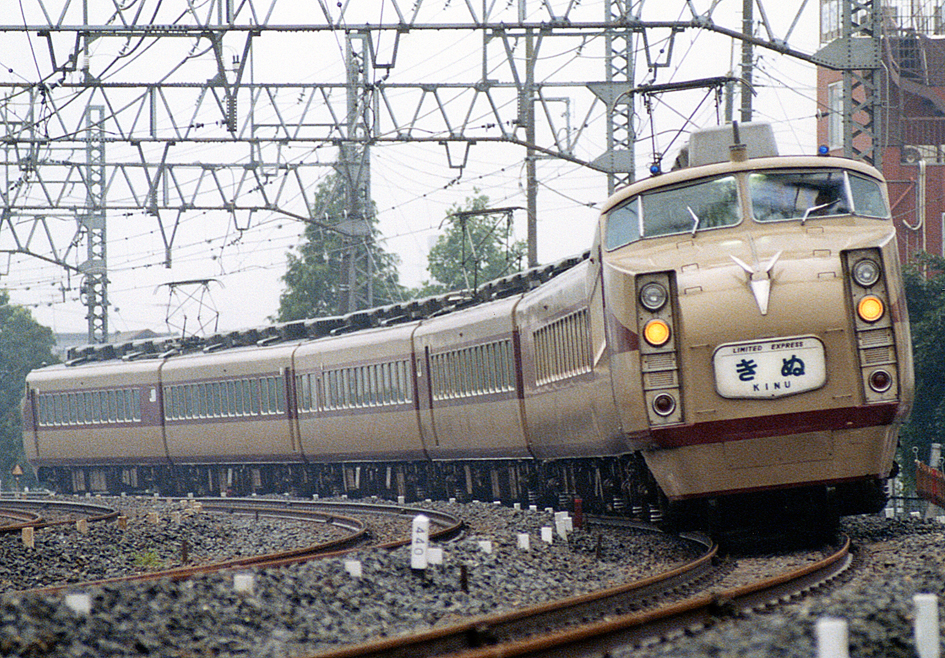
東武「デラックスロマンスカー」

東武鉄道では1935年に製造した日光線特急用のクロスシート電車デハ10系（のちモハ5310形・クハ350形）以来、特急形車両を「ロマンスカー」と戦後に通称した。
その後継車両として、1951年に登場した5700系や1956年に登場した1700系にもその名称は踏襲され、1960年登場の豪奢な特急電車1720系電車に至っては、「デラックスロマンスカー」（DRC）の称を与えられた。
なお、国鉄日光線との競争が激しかった昭和30年代の時刻表や案内パンフレットではすでに特急運用を外れていた5700系使用の急行列車にも「ロマンスカー」の称を与えていたため、「東武日光線系統の特急・急行列車の総称」としての意味合いもあったと考えられる。また、車両管理の面では「特急専用車両」と言う意味合いで使用されていたとされる。
しかし、1991年に100系「スペーシア」へ特急運用が移行したあとは、同社の広報・広告等でも新愛称である「スペーシア」の称が前面に出されるようになり、現在「ロマンスカー」の称は使用されていない。

#### 長野電鉄
長野電鉄では自社線内のみの特急列車を設定するにあたり新造した2000系についてこう広告したとされる。なお、自社線内と明記したのは運行当時より屋代駅を介して旧国鉄信越本線上野駅発着急行列車「丸池」・「志賀」が特急列車として設定されており、それとの差別化や長野駅発着を意識したものとも言いうる。但し、観光PRでのみ使用された関係もあり、のちの利用率の低下や座席配置の変更もあってか1990年代以降では用いられない様になっていた。
なお、小田急電鉄より、10000形「HiSE」の譲渡を受け1000系に改修する際に愛称募集を行ったが、その際には現在の使用状況や旧小田急ロマンスカー車両ということを鑑み「ロマンスカー」の愛称応募は不可となっていた。

#### 日本国有鉄道

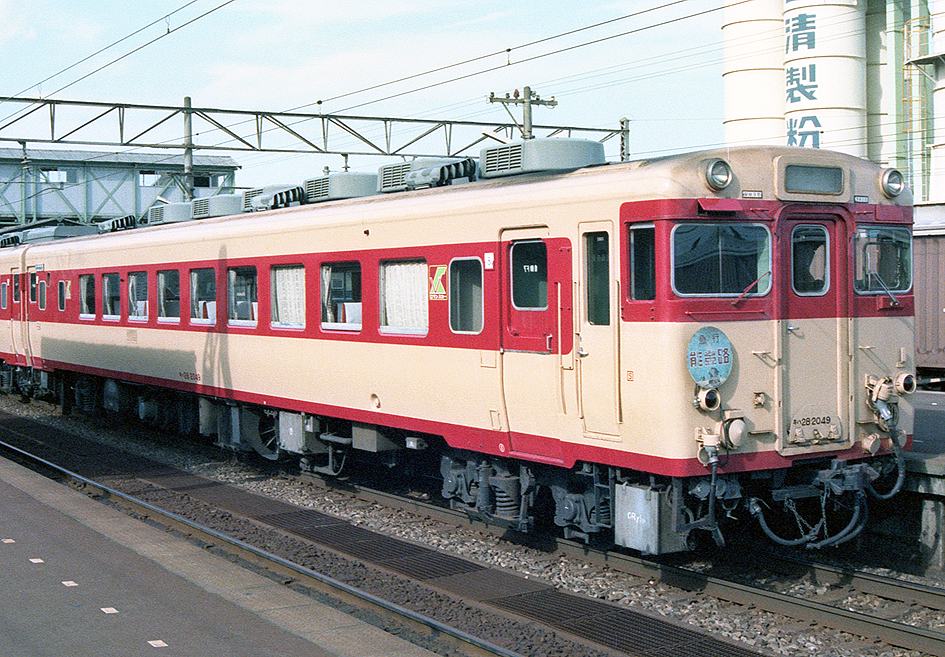
急行「能登路」に使用された「ロマンスカー」キハ28 2049（1982年 津幡駅）

国鉄では「ロマンスシート」という表現を用いる例はあったが、列車や車両を「ロマンスカー」と呼んだ例は皆無に近い。大阪鉄道局が1935年に編纂した「鉄道用語辞典」の「ローマンスカー」の項目では、鉄道省が1919年に製造した（転換クロスシートを備えた）新式の二等車の事をそう呼ぶとされ、私鉄については全く触れられていない。
1980年代初頭に七尾線急行列車であった「能登路」号にロマンスシート仕様のビデオ装備を備えた車両が連結され、これを「ロマンスカー」と称した時期があった。「能登路」自体はキハ58系を使用していたが、七尾線沿線地域の観光振興のために、キハ28形1両を試験的に改造したものである。当時すでに普通車のみで組成されていたため、「ロマンスカー」は座席指定席車両として使用されたが、利用客が延びず、短期間（1980年 - 1982年）で連結を終了した。

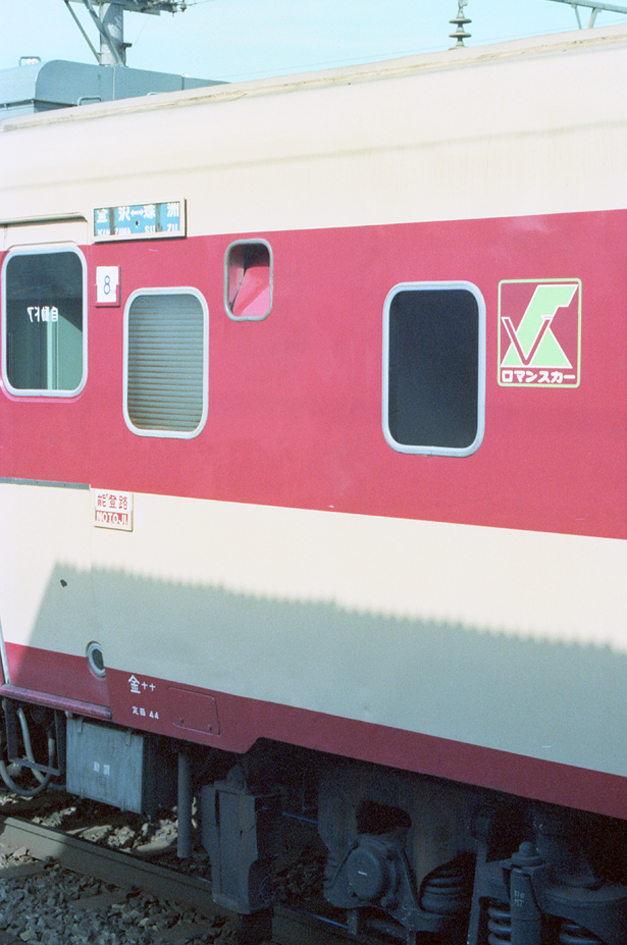
キハ28 2049「ロマンスカー」のマーク

#### のと鉄道
第三セクターののと鉄道では、1988年3月に国鉄能登線の転換によって発足した時に登場したパノラマ形車両NT800形「のと恋路号」に、「ロマンスカー」が通称として引き継がれていた。由来としては国鉄時代のそれからというものと、前面展望車を採用していることから小田急ロマンスカーからというものの2説がある。なお、同車は2002年10月に運行を休止して廃車された。

### 会社内部での使用例
この事例は、会社内で主に用いられたものを示す。

#### 東武鉄道
先に示した例にあるとおり、車両管理面で主に使用されたことがある。ただし、100系「スペーシア」登場以降は用いられない。

#### 名古屋鉄道
名古屋鉄道では、戦後初の観光特急車として製造された3850系電車に「SR車」（"S"uper "R"omancecarの頭文字）という呼称を使用し、その後、5000系電車以降の高性能車に対する呼称へと変化し、それ以前に製造された3850系・3900系電車を区別する意味合いで「OR車」（"O"ld "R"omancecarの頭文字）と呼称した。
「OR車」という呼称は多少の定義の変遷はあったものの当該系列の淘汰で自然消滅したが、「SR車」という呼称は5000系以降の各系列間で総括制御（運転）が可能な系列を総称する呼称として使われ、現在も機器流用車である5300系などを含む5000番台形式の2扉・転換クロスシートを備える高性能車（一般車）を指す社内用語として、引き続き使用されている。

### 鉄道雑誌等における呼称使用例
鉄道雑誌等においては、1990年代以前に「回転式ないし転換式クロスシートを装備した私鉄電車」を指す用語として、広く「ロマンスカー」の呼称が用いられていた時期があった。しかし、21世紀初頭の時点では既に廃れ、古い時代の車両を扱った懐古的記事に散見される程度になっている。